# Bikt

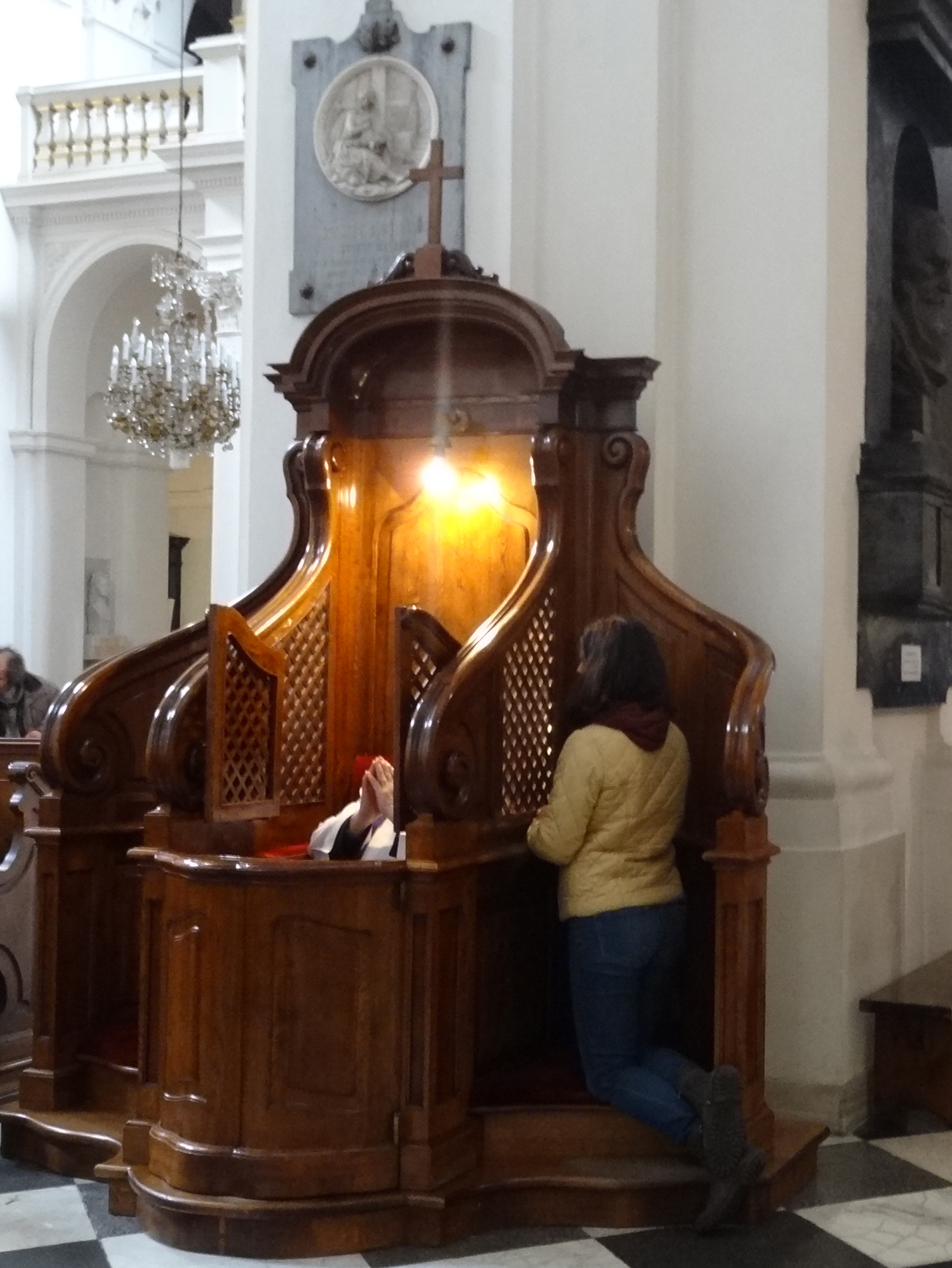
En bikt i en katolsk kyrka i Warszawa: den biktande knäböjer och prästen sitter. De är skilda från varandra genom en vägg med en gallerförsedd öppning att tala igenom. Den biktande kan alltså vara anonym.

Bikt (lågtyska bîcht(e) ’bekännelse’) är en enskild syndabekännelse inför en präst med åtföljande tillsägande av syndaförlåtelse, avlösning. Prästen är ålagd absolut tystnadsplikt vad gäller det som sägs under bikt eller själavårdande samtal. Det innebär ett undantag från vittnesskyldigheten i domstol.
Bikten räknas i den romersk-katolska och den ortodoxa kyrkan som en del av botens sakrament, men den förekommer även i reformatoriska kyrkor. I Svenska kyrkan benämndes tidigare bikten enskilt skriftermål men står idag benämnd som bikt i Svenska kyrkans kyrkoordning och kyrkohandbok.
För den egna samvetsprövningen före bikten finns det biktböcker, så kallade biktspeglar, ibland i frågeform. Framställningen i de kortfattade biktböckerna bygger på olika tidigare utformningar under de gångna århundradena. I de ortodoxa kyrkorna är bikten ofta kort och formell, ibland i frågeform, men kan kompletteras med själavårdande samtal.
Bikten efterföljs inom de flesta kristna traditioner av ett själavårdande samtal där prästen kan ge råd, uppmuntran och förmaningar, i vissa traditioner benämnt som botgärningar.

## Historia
Bikten uppstod i de iriska klostren, där bekännelse av synder inför en präst blev en viktig del av botgöringen. På 600-talet spreds botgöringsformen över kontinenten och blev vanlig även bland lekmän. Från fjärde Laterankonciliet 1215 kom bikten att bli botens sakrament. I samband med detta så blir också bikten ett förberedande moment till nattvarden i den katolska kyrkan. Detta innebär i praktiken en årlig bikt för världens alla katoliker vid den här tiden. 

## Biktens praktiska genomförande
Bikten är en personlig process som dock innefattar några grundläggande steg, vilka kan variera något mellan olika kristna traditioner. Biktens syfte är att främja individens andliga tillväxt och försoning med Gud, genom att ge en plats för personlig ånger, förlåtelse och förnyelse.
Generellt påbörjas bikten med att individen förbereder sig, ofta med hjälp av en biktbok eller en biktspegel, för att reflektera över sina handlingar och identifiera de synder som han eller hon önskar bekänna. Detta hjälper till att skapa ett fokus för själva bikten och kan också fungera som ett sätt att granska ens eget samvete och beteende.
När individen är redo, påbörjas själva bikten. Den äger vanligtvis rum i en specifik plats i kyrkan som kallas biktstol. Personen bekänner sedan sina synder till prästen, ofta genom att recitera dem en och en. Denna bekännelse kan vara mycket personlig och detaljerad, eller mer allmän och formell.
Efter bekännelsen ger prästen, i egenskap av Guds företrädare, en syndaförlåtelse, eller avlösning. Prästen kan även ge råd, uppmuntran och förmaningar, i vissa traditioner benämnda som botgärningar. Denna del av processen har också en själavårdande funktion, med syfte att hjälpa individen att hantera de känslor och konsekvenser som kan komma med syndabekännelsen, och att vägleda till en förändring i beteende om det behövs. Prästen är bunden till tystnadsplikt vad gäller det som sägs under bikt eller själavårdande samtal, men om det finns ett lagmässigt tystnadsskydd genom undantag från vittnesskyldigheten i domstol beror på aktuellt land.

## Bikten i Svenska kyrkan
Vid tid för reformationen i Sverige så var bikt, i svensk kontext känd som enskilt skriftermål, ett obligatoriskt moment inför nattvard och därmed ett årligt inslag enligt katolsk sed sedan 1200-talet. Då nattvard kom att bli ett alltmer vanligt fenomen i det lutherska gudstjänstfirandet så ökade också antalet bikter vilket gjorde situationen ohållbar för prästerna, rent praktiskt. Det enskilda skriftermålet blev till ett allmänt skriftermål där församlingsborna bekände sina synder i grupp inför prästen för att sedan ta emot ett tal om ca 30min gällande en uppriktigt bättring i livet och slutligen ta emot förlåtelsen, absolution, av prästen.   
Under århundradena har det enskilda och allmänna skriftermålet varvats som obligatoriskt nattvardsförberedande moment. Det enskilda skriftermålet tar sig en plats i sockenbuden, de besök prästen gör hemma hos sjuka och döende för att de ska få ta del av nattvarden. Från 1600-talet ända in på 1900-talet så finns en ordning i Svenska kyrkans kyrkohandböcker som gäller just denna form av enskilt skriftermål med en uttalade själavårdande funktion.   
Först i 1986 års handbok återfinns bikten som enskilt moment under sitt ursprungliga epitet. I de förberedande materialet till denna handbok menas att det fanns ett behov att arbeta med liturgin i momentet så det uppfattats som att intresset för bikten växt. Det här vittnar också om att bikten som enskilt moment har levt vidare i den svenskkyrkliga traditionen trots att momentet sedan flera århundraden saknat ett given plats i samfundets ordning, utöver för sockenbud.   
Samtidigt ska sägas att bikten i modern svenskkyrklig tradition inte är något vanligt fenomen. Detta kan ha sina teologiska förklaringar utifrån svenska kyrkan som ett lutherskt samfund. Martin Luther förordade visserligen bikten som ett själavårdande moment men menade att boten och försoningen ligger i Jesu död på korset. Detta gör bikten som enskilt sakrament överflödig. Bikt och avlösning är utifrån Luther en handling som inryms i dopets löfte och fungerar som en väg tillbaka till dopet. I relation till katolsk teologi och tradition så får bikten en närmast perifer roll, särskilt som förlåtelsemomentet i svenskkyrklig tradition inryms i mässordningen som en omarbetad version av det allmänna skriftermålet.   